# Coryphodontidae
De Coryphodontidae zijn een familie van uitgestorven zoogdieren die leefden van het Laat-Paleoceen tot het Midden-Eoceen.

## Ontwikkeling
De lichaamsafmetingen binnen deze herbivore groep varieerden van de grootte van een rat tot de omvang van een neushoorn.

## Leefwijze
Het voedsel van deze semi-aquatische dieren bestond uit knollen, wortels en andere plantendelen.

## Geslachten
- † Asiocoryphodon Xu, 1976
- † Coryphodon Owen, 1845
- † Eudinoceras Osborn, 1924
- † Heterocoryphodon Lucas & Tong, 1987
- † Hypercoryphodon Osborn & Granger, 1932
- † Metacoryphodon Chow & Qi, 1982